# Yeda Crusius
Yeda Crusius (São Paulo, 26 de julio de 1944) es una política y economista brasileña que fue la gobernadora del estado de Rio Grande do Sul durante el período 2007-2011. Es diputada federal por el Partido de la Social Democracia Brasileña. Además, se presentó a las elecciones a la gobernadoría de su estado, clasificándose en primer lugar a la primera vuelta. Al no conseguir la mayoría absoluta tuvo que enfrentarse a Olívio Dutra el 29 de octubre de 2006. Consiguió la victoria con el 54% de los votos. Se presentó para la reelección el 3 de octubre de 2010, pero fue derrotada, alcanzando el tercer lugar con 18,4% de los votos, frente al ganador Tarso Genro, del PT, que obtuvo el 54%.
Anteriormente fue ministra en el gobierno de Itamar Franco en 1993, siendo elegida al año siguiente diputada por más de cien mil votos de ventaja con el segundo candidato.